# Chao Agnes Hsiung
Pour les articles homonymes, voir Hsiung.
Chao Agnes Hsiung (chinois : 熊昭) est une biostatisticienne taiwanaise. Elle est chercheuse émérite aux National Health Research Institutes (en) (NHRI) et directrice de l'Institut des sciences de la santé des populations et de la division de biostatistique et de bioinformatique au sein des NHRI.  

## Éducation et carrière
Hsiung a obtenu un bachelor en mathématiques de l'Université nationale Tsing Hua (en) en 1972. Elle est allée à l'université Columbia pour des études supérieures en statistique, a obtenu une maîtrise en 1973 et a terminé son doctorat en 1975.  
Après avoir travaillé comme professeure adjointe à l'université Cornell de 1975 à 1976, elle est retournée à Taïwan comme professeure agrégée à l'université nationale centrale en 1976. Elle a été promue professeure titulaire en 1981. Elle a également été chargée de recherche à l'Institut des sciences statistiques de l'Academia sinica de 1985 à 2000.  
En 1997, elle a rejoint les National Health Research Institutes en tant qu'investigatrice et directrice de la Division de biostatistique. Elle y est devenue chercheuse distinguée en 2002. Depuis 2005, elle occupe également un poste de professeur auxiliaire à l'Institut de statistique et au Département des sciences de la vie de l'Université nationale Tsing-Hua.  

## Prix et distinctions
En 1985, Hsiung est devenue membre élue de l'Institut international de statistique. En 1994, elle a été choisie pour devenir Fellow de l'Institut de statistique mathématique,. Elle était présidente de l'Association internationale de statistique chinoise en 2001.  